# Puszta formalitás
Puszta formalitás (Una pura formalità) 1994-ben bemutatott színes, olasz és francia koprodukcióban készült filmdráma. Giuseppe Tornatore olasz filmrendező egyik legelismertebb alkotása. Az 1994-es cannes-i filmfesztiválon Arany Pálmára jelölték.

## A cselekmény
Egy esős éjszakán az erdei útról egy bőrig ázott embert visznek be a rendőrőrsre. Az őrs felügyelőjének kérdésére a férfi Onoffnak, a híres írónak vallja magát. Önellentmondásokba keveredik, és képtelen felidézni, mit csinált pár órával azelőtt. Egy gyilkossági ügy is felszínre kerül, és Onoffnak tisztáznia kell magát a kihallgatás alatt.

## Főszereplők
Zárójelben a magyar szinkronhang.
- Gérard Depardieu – Onoff (Helyey László)
- Roman Polański – Felügyelő (Barbinek Péter)
- Sergio Rubini – Andre, a fiatal rendőr (Háda János)
- Nicola Di Pinto – Kapitány
- Tano Cimarosa – Servant
- Paolo Lombardi – Marshall
- Maria Rosa Spagnolo – Paula
- Alberto Sironi
- Giovanni Morricone
- Mahdi Kraiem
- Massimo Vanni
- Sebastiano Filocamo

## Fordítás
- Ez a szócikk részben vagy egészben  az   A Pure Formality című angol Wikipédia-szócikk fordításán alapul.  Az eredeti cikk szerkesztőit annak laptörténete sorolja fel. Ez a jelzés csupán a megfogalmazás eredetét és a szerzői jogokat jelzi, nem szolgál a cikkben szereplő információk forrásmegjelöléseként.